# Taiji
Taijitegnet, på kinesisk Taiji Tu 太極圖. Er uden tvivl det mest kendte symbol fra kinesisk filosofi. Det kaldes af mange i Vesten ofte for Yin Yang tegnet eller Yin og Yang symbolet. Yin og yang er en integreret del af begrebet Taiji (på dansk ofte kaldet Tai Chi) og er i Kina og resten af verden kendt som symbol for altings iboende dualitet. 
De to tegn tai 太 og ji 極 betyder på dansk "mest" og "ekstremt", og kan oversættes som "det yderste punkt", punktet hvor yin og yang skifter.

## Oprindelse
Diagrammet er af ukendt oprindelse, der findes ikke en oprindelig autentisk forklaring på det. Selvom taiji-tegnet er så kendt, er det vanskeligt at finde en historisk klar og logisk forklaring på hvad det præcis dækker. I de fleste forklaringer bliver taiji forvekslet med yin og yang, som kun er en del af forklaringen om taiji. 
Der er generel enighed om, at de to ”fisk” beskriver yin og yangs cyklus, og at taiji symboliserer yin og yangs 陰陽 vekslen, de uendelige forandringer og transformationer, det er dog ikke muligt at finde en oprindelig forklaring på, hvad de to ”øjne” står for.
De to tidligste tekster hvor taiji 太極 optræder, er i oldtidsklassikerne Zhuang Zi 莊子 og I Ching 易經, udover disse to steder er udtrykket relativt sjældent i de klassiske tekster. Set på baggrund af Taiji-tegnets velkendthed, er der skrevet overraskende lidt om taiji i moderne akademiske skrifter.
Udover at have en central betydning i Taoismen anvendes tegnet i smykker, illustrationer, kunst og design. Desuden indføjede Niels Bohr det i sit våbenskjold. 
Taiji er også det centrale princip i Taijiquan, på dansk kaldet Tai Chi.